# .sb
.sb este un domeniu de internet de nivel superior, pentru Insulele Solomon (ccTLD).